# A hamutál (Így jártam anyátokkal)
A hamutál az Így jártam anyátokkal című televízió-sorozat nyolcadik évadának tizenhetedik epizódja. Eredetileg 2013. február 18-án vetítették, míg Magyarországon 2013. november 4-én.
Ebben az epizódban Ted váratlan telefonhívást kap régi ismerősétől, a Kapitánytól, és a többiek mind felidézik kellemetlen emlékeiket arról, milyen volt, amikor utoljára találkoztak vele.

## Cselekmény
Ted kap egy üzenetet a Kapitánytól, hogy hívja őt vissza, amint csak tudja. Ted bepánikol, mert szerinte a Kapitány őrült, és egyébként sem látta már vagy másfél éve. Elmeséli Marshallnak és Barneynak, milyen volt az utolsó alkalom.
Néhány héttel azután, hogy Zoey-val szakítottak, Ted és Becky megint összejöttek. Lily meghívta őt és Robint is egy galéria megnyitójára, ahol a Kapitány is jelen volt, és nagyon lekezelően bánt vele, például befejezte helyette a mondatait. Ezután bemutatta nekik a művészeti konzulensét, Shellyt, majd a lakására invitálta őket, ahol bemutatta az új festményt, amit a nő tanácsára vett. Ted, aki úgy vélte, hogy a Kapitány még dühös rá Zoey miatt, elkezdte tisztázni magát, mire a Kapitány ráfogott egy fegyvert. Ted ekkor elkezdett mentegetőzni, hogy nem történt köztük semmi, míg el nem váltak, és elvette a fegyvert. A Kapitány ekkor bevallotta, hogy a dolog már egyáltalán nem érdekli, és egyébként is már másba szerelmes. Viccesen azt mondja, hogy ezúttal Ted ne rabolja el tőle. Ted kicsit tüzetesebben megnézi a képet, amelyen a kapitány új szerelme van, és akkor veszi észre, hogy ő nem más, mint Becky.
Alig fejezi be a sztorit, a Kapitány hívja Tedet, és Robin telefonszámát kéri. Marshall és Barney is azt javasolják, hogy adja meg. A bárban Robin mérges lesz rá emiatt, és elmondja, hogy az az este egyáltalán nem úgy volt, ahogy ő emlékszik rá, mert előtte "megevett egy szendvicset" Beckyvel. Valójában a kiállítás közben a Kapitány szégyentelenül flörtölt vele, ami neki nem tetszett annyira. Aztán amikor átmentek a lakására, ő már ott feküdt az ágyon és rá várt. De tudván, hogy nehéz időszakot élt meg, azt mondta neki, hogy szedje előbb össze magát és másfél év múlva hívja őt fel. Ted pedig rosszul tudta azt is, hogy belevágott a szavába: valójában annyira be volt tépve, hogy megállt mondat közben, és a Kapitány fejezte be helyette. Sőt fegyver sem volt a kezében, hanem csak egy távirányító.
Marshall szerint fel kellene őt hívnia és tisztázni a helyzetet. Robin meg is teszi és közli, hogy most jegyezték el, mire a Kapitány azt mondja, hogy nem is vele akart beszélni, hanem Lilyvel, csak összekeverte a neveket. Robin megadja Lily telefonszámát, Marshall engedélyével. Csakhogy Lilyt ez igenis zavarja, mégpedig azért, ami történt legutóbb, és amire mind Robin, mind Ted rosszul emlékeznek. Robin ugyanis az esemény előtt a kollégáival iszogatott, ezért részegen érkezett, és ő kezdett ki a Kapitánnyal. Lily megdicsért egy elefántos képet, ami miatt Shelly megkérdőjelezte az ízlését, de a Kapitánynak tetszett, hogy Lily ért a művészetekhez, ezért hívta át őket magához megmutatni azt a bizonyos festményt. Lily szerint az elefántos festmény jobban mutatna az ágya fölött – amire a Kapitány úgy reagált, hogy nem számít a véleménye, mert ő csak egy mezei óvónéni. Lily, hogy megbüntesse őt, azt csinálta, amit szokott: elvett egy értékes hamutálat. Azt is elmondja, hogy amit Ted fényképnek nézett, az egy hajózási magazin borítója volt, aminek csak a sarkában szerepelt Becky.
Marshall és Lily vitatkozni kezdenek, Marshall követeli, hogy Lily adja vissza a hamutálat, amit ő nem akar. Ugyanis igenis zavarja őt, hogy "csak" egy óvónő, mert hiába végzett művészeti iskolán, nem tudja kamatoztatni a képességeit. Marshall szerint nincs még késő, de Lily szerint már igen, és nem tudja követni az álmait. Végül megígéri, hogy visszaadja a hamutálat. Másnap el is viszi, de ekkor kiderül, hogy a Kapitánynak fel se tűnt, hogy elvitte. Beviszi őt a szobába, ahol ott lóg az elefántos festmény. Hallgatott Lily tanácsára és megvette még aznap este, és most négymillió dollárért adta el. A festő, aki készítette, az elmúlt másfél évben világhírű lett, és egyedül Lily látta benne a potenciált. Éppen ezért felkéri, hogy legyen az ő új művészeti tanácsadója, amit Lily örömmel fogad el.
Miközben a történeteiket mesélték, Barney folyamatosan közbevágott, azt állítva, hogy aznap este ő is ott volt, amit senki nem hisz el. Ted kérdőre vonja, hogy miért olyan fontos, hogy ő is benne legyen a sztoriban, amire Barney azt mondja, hogy azért, mert neki az egyetlen jó képessége a kalandok őrült sztorikká változtatása, és neki csak ez van. Végül a többiek megsajnálják és azt mondják, hogy Barney tényleg ott volt, de álöltözetben, és nem ismerték őt fel, mert a Taktikai Könyv egyik trükkjét akarta épp bevetni Shelly-n.
A záró jelenetből kiderül, hogy Barney csakugyan ott volt, és csakugyan egy trükkel szedte fel Shellyt, miközben királyi főhercegnek álcázta magát.

## Kontinuitás
- Ted és Becky "szendvicset esznek", ami a sorozatban a marihuánafogyasztás eufemizmusa.
- Lily a "Jogi praktikák" című rész óta tudottan szokott elvenni holmikat valakitől, akit meg akar büntetni.
- "A hableány-elmélet" című rész alapján a Kapitány szemei önmagukban félelmetes külsőt kölcsönöznek neki, míg a szája barátságosságot sugall.
- Barney ismét a "Megjött apuci!" frázist használja.
- Ismét visszatér a Taktikai Könyv.
- Megemlítik, hogy Becky egy hajókról szóló reklámban szerepelt ("Randy elbocsátása")

## Jövőbeli visszautalások
- A "Margaréta" című részből kiderül, hogy a Kapitány csakugyan eljegyezte Beckyt.
- Lilynek a munkája miatt később Rómába kellene költöznie egy évre ("Úton Róma felé")

## Érdekességek
- Becky a korábbi "Hajók, hajók, hajók!" reklámban rózsaszín parókát viselt, itt pedig szőkén szerepel ugyanabban a filmben.
- Ebben az epizódban szerepel utoljára Mike, Robin kameramanje, aki a Metro News 1-tól kezdve elkísérte őt.

## Vendégszereplők
- Kyle MacLachlan – A Kapitány
- Laura Bell Bundy – Becky
- Becky Baeling – Shelly
- Ron Nicolosi – Mike

## Zene
- Wolfgang Amadeus Mozart – 11. zongoraszonáta

## Fordítás
- Ez a szócikk részben vagy egészben  a   The Ashtray című angol Wikipédia-szócikk ezen változatának fordításán alapul.  Az eredeti cikk szerkesztőit annak laptörténete sorolja fel. Ez a jelzés csupán a megfogalmazás eredetét és a szerzői jogokat jelzi, nem szolgál a cikkben szereplő információk forrásmegjelöléseként.